# Labroides bicolor
 Labroides bicolor és una espècie de peix de la família dels làbrids i de l'ordre dels perciformes.

## Morfologia
Els mascles poden assolir els 15 cm de longitud total.

## Distribució geogràfica
Es troba des de l'Àfrica oriental fins a les Illes de la Línia, les Illes Marqueses, les Illes de la Societat i el sud del Japó.